# Go with What You Know
Go with What You Know è il quinto album di Dweezil Zappa, uscito nel 2006 per la Zappa Records.

L'album contiene una reinterpretazione di Peaches en Regalia di Frank Zappa.

## Tracce
1. Love Ride (Dweezil Zappa) - 5:18
2. Noitpure (D.Zappa) - 1:36
3. Fighty Bitey (D.Zappa) - 2:35
4. CC$ (D.Zappa, Blues Saraceno) - 3:47
5. Preludumus Maximus (D.Zappa) - 1:22
6. Rhythmatist (D.Zappa) - 4:13
7. Thunder Pimp (D.Zappa) - 3:39
8. All Roads Lead to Inca (D.Zappa) - 6:19
9. Electrocoustic Matter (D.Zappa) - 4:29
10. The Grind (D.Zappa) - 4:29
11. Peaches en Regalia (Frank Zappa) - 4:27
12. Chunga's Whiskers (D.Zappa) - 3:13
13. Audio Movie (D.Zappa) - 6:35